# Numeració de Suzhou
La numeració de Suzhou o numeració huāmǎ és un sistema de numeració utilitzat a la Xina abans de la introducció de la numeració aràbiga.

## Història
La numeració de Suzhou és l'única variant del sistema numèric de canyes que ha perviscut. El sistema numèric de canyes és un sistema posicional utilitzat tradicionalment a la Xina; la numeració de Suzhou parteix del sistema numèric de canyes utilitzat al sud del territori de la dinastia Song.
La numeració de Suzhou es fa servir com taquigrafia en el nombre de zones d'ús intensiu de comerç, tals com comptabilitat i tinença de llibres. D'altra banda, la numeració xinesa normal va ser utilitzada en l'escriptura formal, semblant a la definició dels nombres en anglès. La numeració de Suzhou va ser popular en els mercats xinesos, com els de Hong Kong abans del 1990, però ha estat substituïda gradualment per la numeració àrab. És semblant a la numeració romana, que es van utilitzar en l'antiguitat i l'Europa medieval per a les matemàtiques i el comerç. Avui en dia, la numeració de Suzhou només es fa servir per mostrar els preus en els mercats xinesos tradicionals a mà o en les factures.

## Caràcters numerals
Hi ha deu caràcters que representen els nombres del zero al nou, i d'altres que representen nombres més grans com desenes, centenes, milers... Hi ha dos jocs de caràcters numèrics xinesos: l'un per a l'escriptura col·loquial, i un altre per a contextos comercials o financers. Aquest últim es coneix com a dàxiě, i va sorgir a causa que els numerals tradicionals eren molt simples, per la qual cosa no es podien evitar les falsificacions, de la mateixa manera que en un sistema de nombres parlats com el propi de la llengua catalana.
| Pinyin | Financer        | Normal                  | Valor  | Notes                                                                                      |
| ------ | --------------- | ----------------------- | ------ | ------------------------------------------------------------------------------------------ |
| líng   | 零              | 〇 (formal) ó 零 (comú) | 0      | el caràcter 零 s'utilitza més que 〇.                                                      |
| yī     | 壹              | 一                      | 1      | també 弌 (obsolet) també 幺(S)/么(T) (yāo) en números de telèfon, etc.                     |
| èr     | 貳 (T) o 贰 (S) | 二                      | 2      | també 弍 (obsolet) 两 (S), 兩 (T) (liǎng) s'utilitza davant d'una mesura.                  |
| sān    | 叄 (T) o 叁 (S) | 三                      | 3      | 弎 (obsolet) També s'accepta 參(T) o 参 (S).                                               |
| sì     | 肆              | 四                      | 4      |                                                                                            |
| wǔ     | 伍              | 五                      | 5      |                                                                                            |
| liù    | 陸              | 六                      | 6      |                                                                                            |
| qī     | 柒              | 七                      | 7      |                                                                                            |
| bā     | 捌              | 八                      | 8      |                                                                                            |
| jiǔ    | 玖              | 九                      | 9      |                                                                                            |
|        |                 |                         |        |                                                                                            |
| shí    | 拾              | 十                      | 10     | Encara que hi ha gent que utilitza 什, i no és vàlid en xinès.                             |
| niàn   | 念 ó 貳拾       | 廿 ó 卄                 | 20     | 卄, rarament. S'utilitzava majoritàriament en calendaris, en un altre cas s'utilitza 二十. |
| sà     | 叄拾            | 卅                      | 30     | 卅, rarament. S'utilitzava majoritàriament en calendaris, en un altre cas s'utilitza 三十. |
| xì     | 肆拾            | 卌                      | 40     | Rarament s'utilitza: s'ulititza més 四十.                                                  |
| bǎi    | 佰              | 百                      | 100    |                                                                                            |
| qiān   | 仟              | 千                      | 1000   |                                                                                            |
| wàn    | 萬              | 万 (S) 萬 (T)           | 10000> | Els nombres xinesos s'agrupen per desenes de miler.                                        |

(S = xinès simplificat i T = xinès tradicional)
Els nombres un, dos i tres estan representats per barres. Això pot causar confusió quan apareguin un al costat de l'altre. La numeració xinesa normal s'utilitzen sovint en aquesta situació per poder alternar sense causar ambigüitats. Per exemple, "21" està escrit com "〢一" en comptes de "〢〡", que es pot confondre amb "3" (〣). El primer caràcter d'aquesta seqüència solen estar representats pel nombre de Suzhou, mentre que el segon caràcter és representat pel xinès ideograph.

## Notacions
Els dígits són posicionals. Les notacions numèriques estan escrites en dues línies per indicar el valor numèric, l'ordre de magnitud i la unitat de mesura.
| 〤 | 〇 | 〢 | 二 |
| 拾 | 元 |    |    |

| 拾 | 〤 |
| 元 | 〇 |
|    | 〢 |
|    | 二 |

La primera línia conté els valors numèrics, en aquest exemple, "〤〇〢二" significa "4022". La segona línia consisteix en caràcters xinesos que representa l'ordre de magnitud i la unitat de mesura de la primera xifra de la representació numèrica. En aquest cas "拾元", que significa "deu iuans". En posar-lod junts, llavors és com llegir "40,22 iuans".
Els caràcters que indiquen l'ordre de magnitud són:
- Qiān (千) per milers
- Bái (百) per centenes
- Shí (拾) per desenes
- En blan per unitats

Altres possibles caràcters que indica unitat de mesura són:
- Yuán (元) per al dòlar
- Máo (毫) o (毛) per 10 centaus o 10 cèntims
- Xiān (仙) per un centau o un cèntim
- Lǐ (里) per a la fàbrica xinesa
- Qualsevol altra unitat de mesura xinesa

Noteu que el punt decimal està implícit quan la primera xifra se situa en la posició del deu. El zero està representat per 〇. Més zeros són innecessaris en aquest sistema.
Això és molt similar a la moderna notació científica de la coma flotant, on el nombre de dígits significatius estan representats en la base i l'ordre de magnitud s'especifica en l'exponent. A més, la unitat de mesura, amb el primer dígit indicador, en general és similar a la mitjana dels "nombres" en fila.